# Justin Harrison
Pour les articles homonymes, voir Harrison.

a Compétitions nationales et continentales officielles uniquement.

b Matchs officiels uniquement.
Dernière mise à jour le 22 janvier 2012.
Justin Brendan Gregory Harrison, né le 20 avril 1974 à Sydney, est un joueur australien de rugby à XV qui a joué avec l'équipe d'Australie. Il évolue au poste de deuxième ligne.

## Biographie
Justin Harrison débute dans le Super 12 en 1997. Il dispute onze matchs de Super 12 en 2004 et dix en 2005. En 2005-07, il dispute la Ligue Celtique avec la province de l'Ulster. Il joue avec l'équipe d'Australie des moins de 21 ans (1995). Il obtient sa première sélection le 14 juillet 2001 contre les Lions britanniques. Il dispute cinq matchs de la coupe du monde de 2003, dont quatre en tant que titulaire.
Après être passé par l'Irlande et l'Australie, Justin Harrison rechausse les crampons au cours de la saison 2011-2012 et 2012-2013, devenant ainsi entraîneur-joueur du Racing Club Narbonne Méditerranée.

## Palmarès
- Vainqueur du Tri-nations en 2001
- Finaliste de la Coupe du monde en 2003

## Statistiques

### En club
- 91 matchs de Super 12/14 avec les Waratahs et Brumbies

### En équipe nationale
- Nombre de matchs avec l'Australie :  34
- 5 points (1 essai)
- Sélections par année : 7 en 2001, 10 en 2002, 5 en 2003, 12 en 2004
- Tri-nations disputés : 2001, 2002, 2004
- En Coupe du monde :
  - 2003 : 5 matchs (Roumanie, Namibie, Écosse, Nouvelle-Zélande, Angleterre)

## Bilan d'entraîneur
| Saison      | Club        | Division | Poste               | Classement                 | Coupe d'Europe | Challenge Européen |
| ----------- | ----------- | -------- | ------------------- | -------------------------- | -------------- | ------------------ |
| 2011 - 2012 | RC Narbonne | Pro D2   | Avants puis Manager | 14e                        | -              | -                  |
| 2012 - 2013 | RC Narbonne | Pro D2   | Manager             | 9e                         | -              | -                  |
| 2013 - 2014 | RC Narbonne | Pro D2   | Manager             | 5e, éliminé en demi-finale | -              | -                  |
| 2014 - 2015 | RC Narbonne | Pro D2   | Manager             | 14e                        | -              | -                  |